# Knivdansen
Knivdansen er en dansk børnefilm fra 2015 instrueret af Simon Petersen.

## Handling
En mand får et ubehageligt besøg af to suspekte typer. Sammen bliver de dog enige om at gøre noget drastisk.

## Medvirkende
- Christian Schold
- Mads Riddersholm
- Andrias Høgenni